# Mont Babel
Pour les articles homonymes, voir Babel.
Le mont Babel, dont le pic le plus élevé culmine à 952 m d'altitude, est le plus haut sommet de l'île René-Levasseur, qui est située au centre du réservoir Manicouagan, dans la Côte-Nord au Québec. Le site fait partie de la réserve écologique Louis-Babel.
Le mont Babel est nommé en l'honneur du missionnaire catholique Louis Babel (1826-1912), chargé d'évangéliser les Montagnais et les Naskapis.
Il aurait été créé il y a 210 millions d'années, conséquence de l'impact d'une météorite. La montagne intéresse les géologues depuis longtemps en raison de sa structure de métamorphisme de choc.
Le mont Babel constitue aussi un bon territoire de recherche pour les biologistes. On y retrouve des étages montagnards et des étages alpins en raison des conditions météorologiques devenant de plus en plus rigoureuses à mesure qu'on s'approche du sommet. Ces conditions créent une transition rapide entre la forêt boréale et une toundra, où ne poussent que des lichens et d'autres plants de distribution arctique, tel qu'on l'observe des centaines de kilomètres plus au nord.